# 且末暗蛛
且末暗蛛（学名：Amaurobius qiemuensis）为暗蛛科暗蛛属的动物。在中国大陆，分布于新疆等地，一般生活于草丛之石下。该物种的模式产地在新疆。